# Periyakodiveri
Periyakodiveri é uma panchayat (vila) no distrito de Erode, no estado indiano de Tamil Nadu.

## Demografia
Segundo o censo de 2001,  Periyakodiveri  tinha uma população de 11,444 habitantes. Os indivíduos do sexo masculino constituem 51% da população e os do sexo feminino 49%. Periyakodiveri tem uma taxa de literacia de 59%, inferior à média nacional de 59.5%: a literacia no sexo masculino é de 67% e no sexo feminino é de 50%. Em Periyakodiveri, 9% da população está abaixo dos 6 anos de idade.